# 備前片上站
備前片上站（日语：／ Bizen-Katakami eki */?）是位於岡山縣備前市東片上，西日本旅客鐵道（JR西日本）赤穗線的車站。車站編號為「JR-N13」。

## 概要
此站是由東岡山站管理的簡易委託車站。當初在片上地區中計劃設置一座車站，但由於片上地區較少平地，因此比較難以建設設有待避設備的車站，而在片上地區的東邊設置此站。後來再在地上地區的中心附近位置建設西片上站。
此站在早上和晚上設有折返至岡山方向的列車班次。在2000年（平成12年）3月10日前，此站設有直通至神戶、大阪方向的「快速」（黃昏下行班次使用外側列車線，通過須磨站、垂水站和舞子站）班次。

## 歷史
- 1958年（昭和33年）3月25日 - 赤穗線日生站至伊部站開業，此站啟用。
  - 當時車站地址為岡山縣和氣郡備前町（日语：備前町）東片上。
- 1971年（昭和46年）4月1日 - 隨著備前市（第一次）成立，車站地址為岡山縣備前市東片上。
- 1987年（昭和62年）4月1日 - 伴隨國鐵分割民營化，車站由西日本旅客鐵道（JR西日本）營運。
- 2005年（平成17年）3月22日 - 隨著備前市（第二次）成立，車站地址為岡山縣備前市東片上。
- 2018年（平成30年）9月15日 - 引入可支援ICOCA的IC卡專用閘機。此站可以使用ICOCA[1]。

## 車站構造
車站是一座地面車站，設有2面3線的單式、島式月台，可進行列車交會與折返。車站月台還未升高。車站大樓位於單式月台（1號月台）旁邊。車站大樓旁邊設有2座乘務員宿舍。月台之間設有跨線橋連接。曾經此站設有貨物起卸處，因此站內比較大，現時遺留了2條留置線。此站設有2列列車進行夜間停泊，分別停泊在1和3號月台。
車站內沒有MARS終端機、POS終端、自動售票機和自動閘機。車站內只有流動售票機，以發售乘車票。因此，在櫃臺營業時間以外，並不可以購買乘車票。

### 月台
| 月台 | 路線   | 上下行 | 方向                 | 備註         |
| ---- | ------ | ------ | -------------------- | ------------ |
| 1    | 赤穗線 | 下行   | 岡山、福山、新見方向 |              |
| 2    | 赤穗線 | 上行   | 播州赤穗方向         |              |
| 3    | 赤穗線 | 下行   | 岡山、福山、新見方向 | 只限部分列車 |

- 岡山方向列車原則上使用1號月台，但是從此站出發的部分列車使用3號月台。

## 使用狀況
以下為近年1日平均乘車人次列表：
| 乘車人次變化 | 乘車人次變化    |
| 年度         | 1日平均乘車人次 |
| ------------ | --------------- |
| 1999         | 223             |
| 2000         | 224             |
| 2001         | 224             |
| 2002         | 219             |
| 2003         | 211             |
| 2004         | 220             |
| 2005         | 217             |
| 2006         | 202             |
| 2007         | 193             |
| 2008         | 187             |
| 2009         | 167             |
| 2010         | 173             |
| 2011         | 163             |
| 2012         | 156             |
| 2013         | 161             |
| 2014         | 146             |
| 2015         | 148             |
| 2016         | 147             |
| 2017         | 143             |
| 2018         | 146             |

## 車站周邊
站前設有迴旋路。車站周邊設有住宅區、餐廳和商店等。
- 備前市政廳
- 岡山地方法務局（日语：広島法務局#岡山地方法務局）備前分局
- 和氣公共職業安定所（日语：公共職業安定所）備前出張所
- 備前市歷史民俗資料館（日语：備前市歷史民俗資料館）
- 家居中心Time（日语：リックコーポレーション）備前店（前田中屋）
- 國道2號
- 國道250號

## 其他
- 在ICOCA使用記錄中，此站會標記為「備片上」。

## 相鄰車站
西日本旅客鐵道
 赤穗線
伊里（JR-N14）－備前片上（JR-N13）－西片上（JR-N12）

## 注腳
1. ↑  .   [2020-04-21]. （原始内容存档于2018-05-30）.
2. ↑  岡山縣統計年報

## 外部連結
- 備前片上｜車站資訊：JR出門網 - 西日本旅客鐵道